# Garam masala

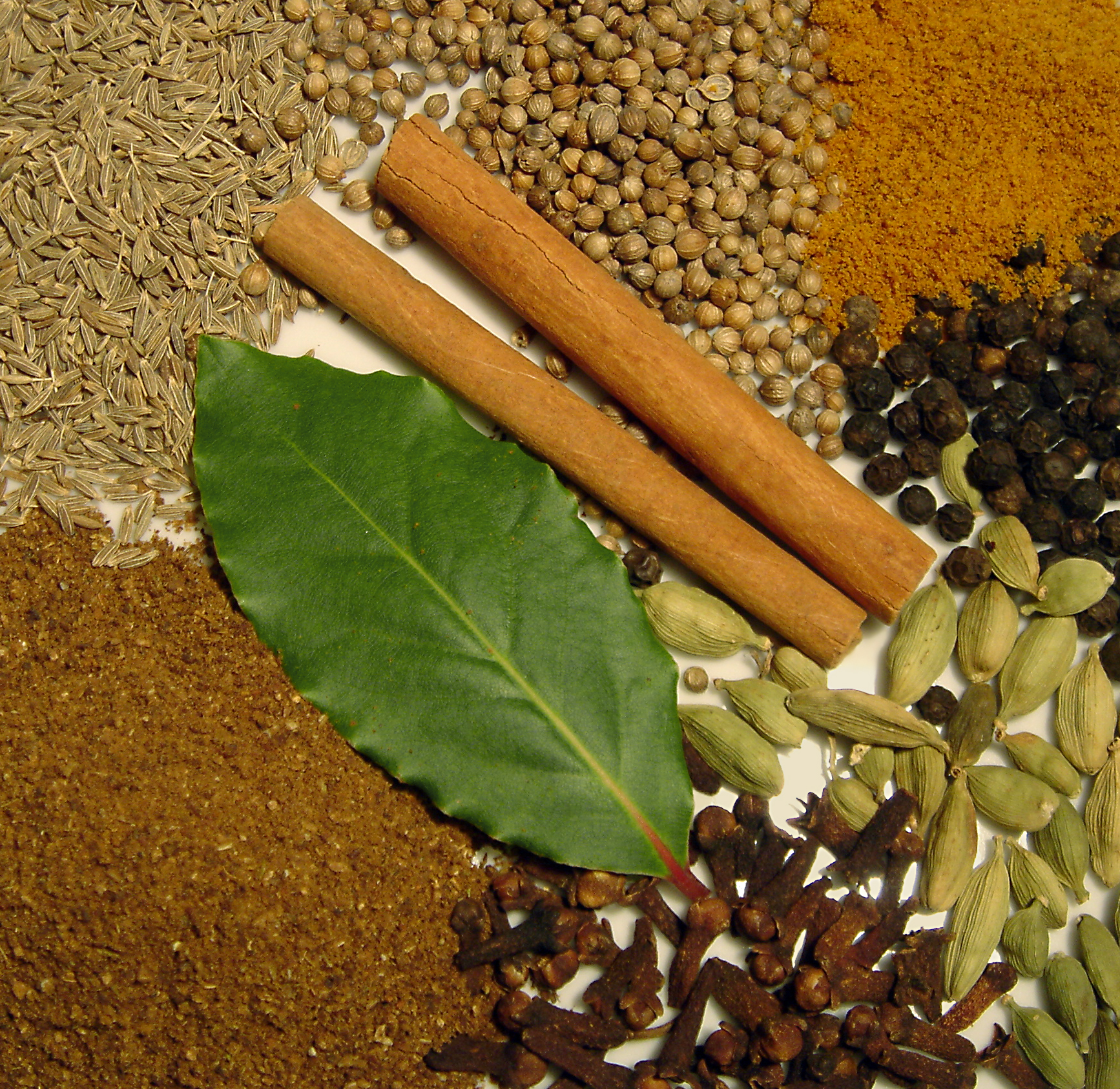
Ingredientes para un garam masala
----En orden de escritura: comino, semillas de cilantro, canela, pimienta negra, nuez moscada, laurel, clavo de olor, cardamomo.

El garam masala (en hindi, गरम मसाला; en panyabí, ਗਰਮ ਮਸਾਲਾ; en urdu, گرم مصالحہ; en bengalí, গরম মসলা) es una mezcla de especias muy empleada en la cocina india, bangladesí, pakistaní, nepalí y otras gastronomías del sudeste asiático. Su composición varía de una región a otra, incluso de una familia a otra, por lo que no existe una «receta original». Dependiendo de la composición, el garam masala puede ser ligeramente picante. Los componentes se tuestan hasta que suelten su aroma y luego se muelen juntos.
El garam masala se puede usar solo o con otros condimentos, para aromatizar adobos, aliños, ensaladas, salteados, sopas e incluso en postres como tartas y galletas.
En lengua hindi, masala significa 'mezcla de especia' y garam, 'caliente', ya que según la medicina ayurvédica, sus ingredientes hacen que la temperatura corporal aumente.

## Composición
Generalmente incluye: 
- Canela común o canela cassia
- Clavo de olor
- Nuez moscada o macis (cobertura de la nuez moscada)
- Pimienta negra o blanca
- Semillas cardamomo verde o vainas de cardamomo negro

También puede incluir:
- Hinojo
- Hoja de laurel
- Comino
- Semillas de cilantro o cilantro
- Chile en polvo
- Ajo
- Jengibre
- Sésamo
- Semillas de mostaza,
- Cúrcuma
- Azafrán
- Anís estrellado
- Asafétida
- Cubeba
- Liquen perlado

### Versiones
Dependiendo del uso posterior, algunas recetas de garam masala muelen las especias en seco, mientras que otras las muelen en agua o vinagre para hacer una pasta. El khada masala consiste en un garam masala sin moler, es decir, que los condimentos se agregan enteros al sartén hasta que saboricen el aceite, y luego se retiran para freír el alimento en el aceite aromatizado.
Tanto en la isla Mauricio como en la isla de La Reunión existe una versión llamada massalé, traída por inmigrantes indios (malbares). Aunque tiene muchas variantes, generalmente incluye calupilé, comino, cilantro, fenogreco, nuez moscada, canela, semillas de mostaza, clavo y cúrcuma, a veces molido en jugo de tamarindo para hacer una pasta. 

### Preparación
El garam masala comercial (ya molido), si no se han conservado bien o los recipientes no son los adecuados, pueden perder todo su aroma, perdiendo la mezcla todo su valor. El que se compra ya molido en mercados, fácilmente se puede volver rancio o ha sido adulterado con especias baratas no tan olorosas.
Por ello, es siempre recomendable hacer la molienda de forma casera, con ayuda de un molinillo o mortero. Se compran las especias enteras, se tuestan ligeramente y se pulverizan. Se debe conservar en un lugar fresco, seco y hermético.
Las especias enteras tienen una vida útil mayor que las pulverizadas, ya que conservan el olor por más tiempo. Así pues, conviene moler en pequeñas cantidades.